# Rhigognostis kuusamoensis
Rhigognostis kuusamoensis is een vlinder uit de familie koolmotten (Plutellidae). De wetenschappelijke naam is voor het eerst geldig gepubliceerd in 1989 door Kyrki.
De soort komt voor in Europa.